# Вільям Йоргенсен
Вільям Йоргенсен (5 жовтня 1949 , Нью-Йорк, Нью-Йорк ) — американський хімік (органічна хімія, теоретична хімія). Професор хімії в Єльському університеті. Розвиває напрям теорії збурень вільної енергії для моделювання реакцій у розчині, зв'язування білка та ліганду та розробки ліків. Має понад 400 публікацій у цій галузі. Редактор журналу «ACS Journal of Chemical Theory and Computation» з моменту його заснування в 2005 році.
В 1970 здобув ступінь бакалавра у Принстонському університеті, а в 1975 — ступінь доктора філософії з хімічної фізики у Гарвардському університеті під орудою Елайса Дж. Корі.
У 1975—1990 роках працював в Університеті Пердью спочатку як доцент, а потім як професор. З 1990 року до сьогодення працює в Єльському університеті, профессор. хімії CP Whitehead

## Нагороди та визнання
- 1978: стипендія Фонду Дрейфуса
- 1979 — 1981: стипендія Слоуна[en];
- 1990: премія Артура К. Коупа;
- 1998: ACS Award for Computers in Chemical and Pharmaceutical Research[de];
- 2001: президент Міжнародного товариства квантової біології та фармакології;
- 2004: міжнародна премія Сато від Фармацевтичного товариства Японії;
- 2009: член Американського хімічного товариства;
- 2007: член Американської академії мистецтв і наук;
- 2010: член Міжнародної академії квантових молекулярних наук[en];
- 2011: член Національної академії наук;
- 2012: премія Гільдебранда[de] з теоретичної та експериментальної хімії рідин;
- 2015: премія Тетраедр[de];
- 2021: Clarivate Citation Laureates
- член Американської асоціації сприяння розвитку науки;
- член Академії Коннектикуту;

## Доробок
- The Many Roles of Computation in Drug Discovery,  Science, Band 125,  2004, S. 1813–1818
- mit J. Tirado-Rives: Potential energy functions for atomic-level simulations of water, and organic and biomolecular systems,  Proc. Nat. Acad. Sci. USA, Band 102,  2005, S. 6665–6670
- mit L. L. Thomas: Perspective on Free-Energy Perturbation Calculations for Chemical Equilibria,  J. Chem. Theory Comput., Band 4, 2008, S. 869–876.
- Efficient Drug Lead Discovery and Optimization, Acc. Chem. Res., Band 42,  2009, S. 724–733
- mit O. Acevedo: Advances in QM/MM Simulations for Organic and Enzymatic Reactions, Acc. Chem. Res., Band 43,  2010, S. 142–151.